# Jackie Pretorius
Jacobus Johannes Pretorius, detto Jackie (Potchefstroom, 22 novembre 1934 – Johannesburg, 30 marzo 2009), è stato un pilota automobilistico sudafricano.
Ha disputato 4 stagioni in Formula 1, iscrivendosi però in ognuna di essa solamente al Gran Premio di casa. Nel 1965 con la LDS mancò la qualificazione, mentre nel 1968, nel 1971 (con la Brabham) e nel 1973 (alla guida di una ISO Marlboro) prese il via senza però mai concludere la gara.
È deceduto il 30 marzo 2009 dopo tre settimane di coma, vittima di un'aggressione da parte di rapinatori nella sua abitazione a Johannesburg.